# Rhadamistus
Rhadamistus (georgiska: რადამისტი), död 58 e.Kr., var en georgisk prins av Iberien som härskade över Armenien på 50-talet e.Kr. Han var kung av Armenien 51–53 och 54–55 e.Kr. 